# إقناع ودي (فلم)
إقناع ودي (بالإنجليزية: Friendly Persuasion) هو فيلم دراما تم إنتاجه في الولايات المتحدة وصدر في سنة 1956.

## ترشيحات وجوائز
| السنة | الحدث  | الفئة     | النتيجة |
| ----- | ------ | --------- | ------- |
|       | أوسكار | أفضل فيلم | ترشـيـح |

## انظر ايضا
قمة موسكو (1988)

## وصلات خارجية
- مقالات تستعمل روابط فنية بلا صلة مع ويكي بيانات

1. ↑  "Festival de Cannes: Friendly Persuasion". festival-cannes.com. مؤرشف من الأصل في 2014-10-22. اطلع عليه بتاريخ 2009-02-08.
2. ↑  Fager، Chuck (1991). "Filming the Reputation of Truth: Quakers in the Movies". A Friendly Letter. مؤرشف من الأصل في 2013-05-20. اطلع عليه بتاريخ 2013-02-10.
3. ↑  McBride، Joseph (فبراير 2002). ""A Very Good American" The undaunted artistry of blacklisted screenwriter Michael Wilson" (PDF). Written By Joseph McBride. مؤرشف من الأصل (PDF) في 2020-04-07. اطلع عليه بتاريخ 2013-02-09.